# Yuzuki Satō
Yuzuki Satō (japanisch 佐藤 ゆづき, Satō Yuzuki, * 22. Januar 2007) ist eine japanische Skispringerin. Ihr bisher größter sportlicher Erfolg war der Sieg mit der japanischen Mannschaft bei den Junioren-Weltmeisterschaften 2023 in Whistler.

## Werdegang
Satō gab am 27. August 2022 auf den Schanzen Einsiedeln in der Schweiz ihr Debüt im FIS-Cup und stand gleich im ersten Wettkampf auf dem Podest (3. Platz), einen Tag später belegte sie den 4. Platz. Am 7. Januar 2023 startete sie auf der Großschanze in Sapporo erstmals in der Qualifikation zum Weltcup-Wettbewerb. Sie belegte den 45. Platz und kam nicht in den Wettbewerb. Ihre erste Qualifikation schaffte sie im Folgejahr am 13. Januar auf derselben Schanze, als 37. des ersten Durchganges schied sie allerdings aus.
Im Februar 2023 nahm sie in Whistler an der Junioren-Weltmeisterschaft teil und gewann die Goldmedaille im Teamwettbewerb, im Einzel belegte sie den 28. Platz. Bei den Junioren-Weltmeisterschaften 2024 in Planica holte sie mit dem Team die Silbermedaille und bei den Junioren-Weltmeisterschaften 2025 in Lake Placid sprang sie im Team mit dem 3. Platz erneut in die Medaillenränge.

## Statistik

### Weltcup-Platzierungen
| Saison  | Platz | Punkte |
| ------- | ----- | ------ |
| 2024/25 | 035.  | 049    |

### Continental-Cup-Platzierungen
| Saison  | Platz | Punkte |
| ------- | ----- | ------ |
| 2022/23 | 33.   | 0086   |

### Grand-Prix-Platzierungen
| Saison | Platz | Punkte |
| ------ | ----- | ------ |
| 2023   | 40.   | 0024   |
| 2024   | 25.   | 0052   |